# Surinaamse onafhankelijkheid

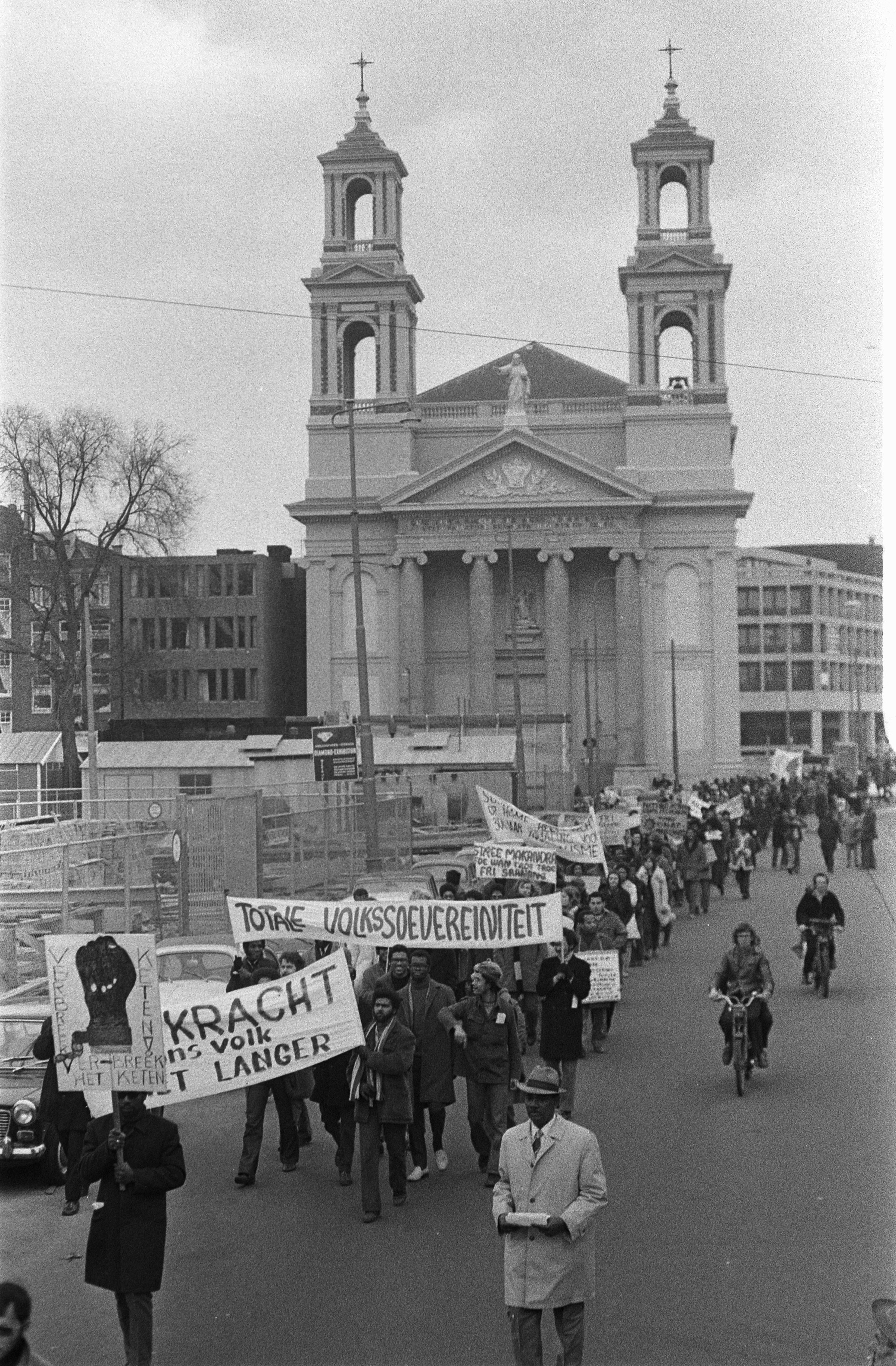
Mars naar de Vrijheid in Amsterdam, 1971

De Surinaamse onafhankelijkheid werd op 25 november 1975 ingeluid. Hiermee ging Suriname zelfstandig verder en maakte het geen deel meer uit van het Koninkrijk der Nederlanden.
Suriname was van 1667 tot 1954 een kolonie van Nederland geweest en was sindsdien een land binnen het koninkrijk, zoals vastgelegd in het Statuut voor het Koninkrijk der Nederlanden. Aan de Surinaamse onafhankelijkheid is een proces van dekolonisatie voorafgegaan waarvan een groot deel daags voor de onafhankelijkheidsdatum werd voltooid.
Tijdens de Tweede Wereldoorlog kondigde koningin Wilhelmina in een radiotoespraak op 7 december 1942 aan dat de overzeese gebiedsdelen na afloop van de oorlog een grotere mate van vrijheid zouden krijgen. Dit werd door een deel van de Surinamers opgevat als een stap naar de onafhankelijkheid.
Sinds het ingaan van de onafhankelijkheid in 1975 geldt de datum 25 november als jaarlijkse nationale feestdag, ook wel bekend onder de naam Srefidensi Dey

## Sinds het Statuut van 1954
In 1954 werd het Statuut voor het Koninkrijk der Nederlanden van kracht. Koningin Juliana zei hierover in haar toespraak dat Nederland, Suriname en de Nederlandse Antillen "zich gelukkig mochten prijzen dat een lange evolutie, ongeveer begin deze eeuw begonnen, heden een bevestiging vindt in het Statuut". Suriname kreeg hierbij een grotere mate van zelfbestuur omdat het binnenlandse aangelegenheden voortaan zelf mocht behartigen. Voor Surinamers gold de Nederlandse nationaliteit.
Onafhankelijkheid kwam in Suriname nauwelijks ter sprake, behalve toen eind jaren 1950 intellectuelen van zich lieten horen. De relatief kleine Partij Nationalistische Republiek ijverde voor een zo spoedig mogelijke onafhankelijkheid, waarvan ze wilde dat Nederland er actief aan mee zou werken.
In 1969 kwam, onder leiding van Premier Jules Sedney, een coalitie van VHP en de PNP aan de macht. Deze regering vond onafhankelijkheid geen goed idee, maar wilde wel voorbereidingen treffen. Maar in 1973 viel de coalitie en kwam de NPS aan de macht met de PNR in de coalitie. Premier Henck Arron verkondigde Suriname niet later dan "ultimo 1975" onafhankelijk te gaan verklaren.

## Voorbereidingen en onderhandelingen

### 1974
Intussen regeerde in Nederland het kabinet-Den Uyl. Joop den Uyl (PvdA) vond dat Nederland niet langer koloniën moest bezitten en sprak zich uit voor onafhankelijkheid van de overzeese gebiedsdelen tijdens die kabinetsperiode, dus uiterlijk in mei 1977.
Daarnaast speelde ook migratie van Surinamers een rol. Door Suriname op eigen benen te zetten hoopte het kabinet deze toestroom te stoppen. De toestroom nam echter alleen maar toe. Nederland moest veel doen om de Surinamers op te vangen. Een stop op de immigratie werd niet ingevoerd. In Nederland reageerden de Surinamers tweeledig: aan de ene kant voelden ze zich het doelwit van een hetze, dus waren ze trots op het streven naar een onafhankelijke staat. Aan de andere kant was het moeilijk om op korte termijn de keuze te moeten maken voor de Nederlandse of Surinaamse nationaliteit.
Het eerste grote overleg over staatkundige onafhankelijkheid vond plaats van 18 tot 21 mei 1974 tussen leiders van alle regeringen van het Koninkrijk der Nederlanden. Uit dit overleg volgde het Haags protocol, met een principebesluit en basisafspraken met regelingen ter voorbereiding van de onafhankelijkheid. Arron reageerde opgelucht en was er tevreden mee. Ervoor, op 15 februari 1974, had hij het streven naar onafhankelijkheid uitgesproken. Hij bleef vasthouden aan ultimo 1975.
In augustus 1974 werd nog een conferentie belegd door de Surinaamse gemeenschap in Nederland. Onderwerp van deze conferentie was de toescheidingsovereenkomst. Zonder deze overeenkomst zouden veel Surinamers tussen wal en schip kunnen raken. De heersende stemming was dat men vanuit Nederland niets meer te vertellen zou hebben als Surinaamse gemeenschap. Ook de nationaliteitenkwestie speelde een rol op deze conferentie. In oktober 1974 hielden de overheden nogmaals een conferentie in Den Haag. Den Uyl en Arron werden het eens over maatregelen tegen de grote stroom migranten. De Surinaamse delegatie was verdeeld: er waren veel argumenten voor en tegen een dubbele nationaliteit voor een bepaalde periode.

### Begin 1975
Tegenstanders in Suriname vreesden echter een verdeeld land. Oppositieleider Lachmon was een fel tegenstander. Er was nog niet eens gesproken over een grondwet die het Statuut zou vervangen. Lachmon had niets tegen het idee van een onafhankelijk Suriname, maar de manier waarop het proces verliep beviel hem niet. In de maanden voor november 1975 ontstonden raciale spanningen en partijpolitieke problemen. Lachmon kondigde in 1975 acties aan van Hindoestaanse en Javaanse zijde.
Minister De Gaay Fortman (CDA), de minister voor Surinaamse en Nederlands-Antilliaanse Zaken, vond het een zaak van Suriname zelf omdat het land eigenlijk al grotendeels onafhankelijk was. De ministers Pronk, de minister voor Ontwikkelingssamenwerking, en De Gaay Fortman reisden met de staatssecretarissen van Defensie en Buitenlandse Zaken naar Paramaribo om voor het aanstaande land de defensie en ontwikkelingshulp te bespreken. Op 29 januari liepen deze besprekingen vast, maar op 1 februari werd het overleg alsnog met succes afgerond. Er volgde een verdrag met betrekking tot de ontwikkelingshulp. Defensie werd door Nederland van de grond geholpen.
Intussen vervroegde Arron de onafhankelijkheid van ultimo 1975 naar eind november. Volgens de oppositie zou de datum echter verschoven moeten worden naar minimaal 1976, maar de regering besliste anders. Nederland zou volgens de oppositie de soevereiniteit pas over moeten dragen bij een bredere regering. Deze basis was te smal. In februari 1975 reisde Lachmon opnieuw naar Nederland, om steun te zoeken voor een bredere basis voor een goed plan voor de toekomst. Intussen bleven de spanningen hevig. Arron ontkende de raciale spanningen niet, maar weet die aan het gebrek aan identiteit. Vlak voor topoverleg verklaarde Lachmon dat verzet geen zin meer had, omdat Nederland ook van Suriname af wilde. Arron was inmiddels al begonnen met een voorlichtingscampagne.
In maart 1975 volgde opnieuw een topoverleg. De regering van de Nederlandse Antillen was deelnemer, omdat een besluit om het Statuut te wijzigen slechts gezamenlijk kon worden genomen. Den Uyl meldde dat in mei nog een afsluitend overleg zou volgen (na een bilateraal verdrag tussen Nederland en Suriname). Er bleken nog onenigheden te zijn over ontwikkelingshulp en vrij verkeer tussen beide landen. Suriname eiste 6,5 miljard gulden, terwijl Nederland maximaal 1,5 miljard wilde geven. Uiteindelijk kwam men tot een compromis: Nederland zou 3 miljard geven. In juni vond het laatste overleg over ontwikkelingssamenwerking en de toelatingsregeling plaats. Over ontwikkelingssamenwerking werd men het op 26 juni eens. Nederland stond garant voor 3,5 miljard gulden in 10-15 jaar. De visumplicht zou worden afgeschaft en er zou een overeenkomst komen voor migratie.

### Nipte politieke steun
Na overeenstemming in juni 1975 restte nog de parlementaire behandeling in Suriname. Het Surinaamse parlement moest veel werk verzetten om alles op tijd af te krijgen. Een conceptgrondwet moest worden goedgekeurd. In die dagen ontstond een machtsspel tussen coalitie en oppositie, dat zich uitte door het overlopen van parlementsleden. Niet veel later had de regering geen meerderheid meer en had het kabinet eigenlijk moeten aftreden. Dat gebeurde echter niet. Gouverneur Johan Ferrier hield zich stil, mogelijk omdat hij na de onafhankelijkheid de eerste president van het land zou worden. Tijdens de opening van het parlementaire jaar op 1 september 1975 kondigde hij aan dat voor 25 november alles gereed moest zijn voor een onafhankelijk Suriname.

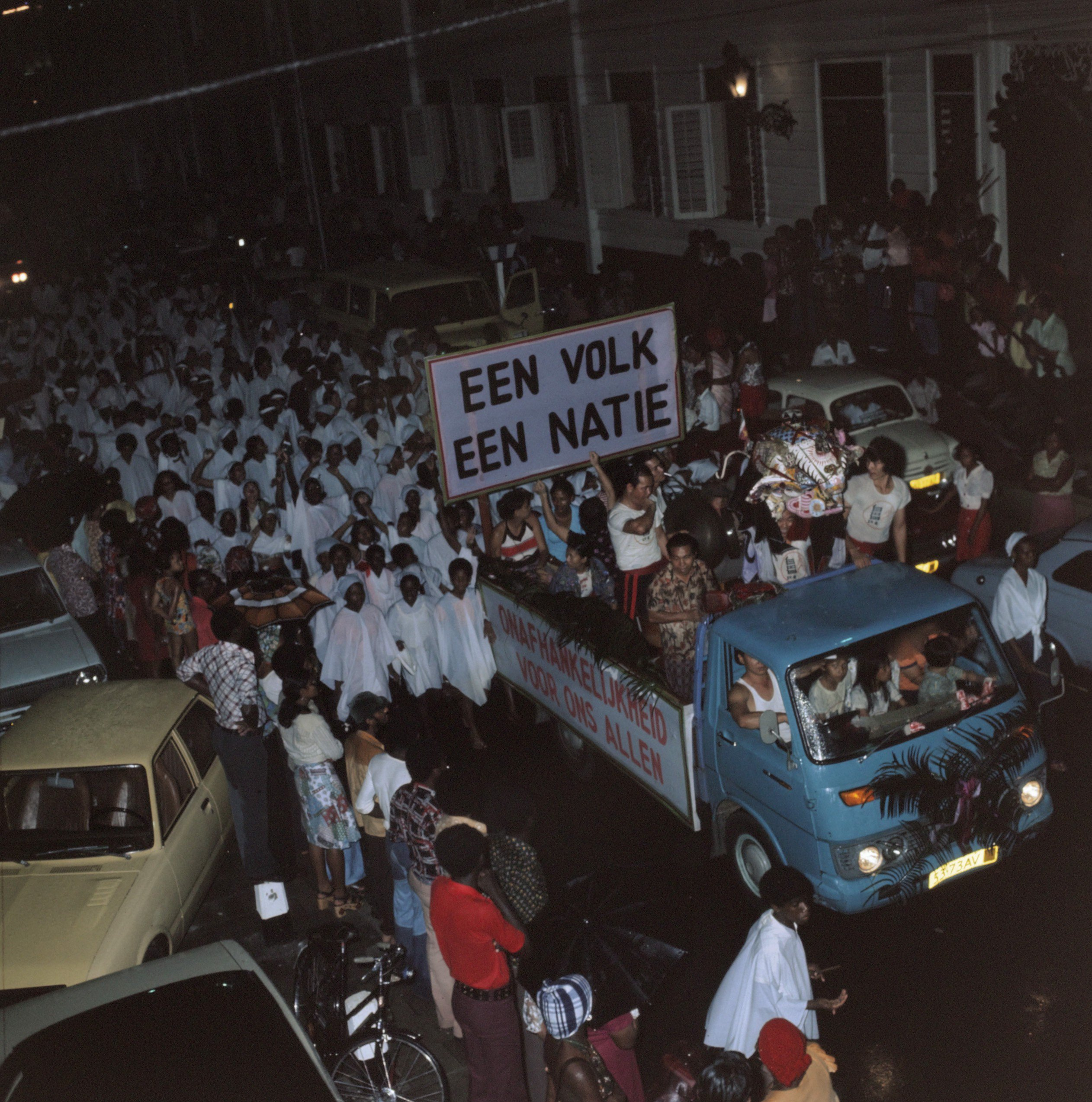
Surinamers op een vrachtauto vieren de Surinaamse onafhankelijkheid

Bij de verkiezingen van november 1973 had de PNP van Jules Sedney geen enkele zetel behaald en werden de 39 zetels verdeeld tussen de Nationale Partij Kombinatie (NPK), bestaande uit NPS, PNR, PSV en KTPI, die 22 zetels kreeg, en de VHP met 17 zetels. De VHP vond het voor onafhankelijkheid te vroeg. Midden 1975 verlieten Paul Somohardjo, Albertine Liesdek-Clarke en Charles Lie Kong Fong de NPK. Ze gingen verder als driemansfractie, waardoor de NPK nog maar op 19 van de 39 zetels kon rekenen. Spoedig daarna was Lie Kong Fong enige tijd onvindbaar zodat de verhoudingen in de Staten 19 tegen 19 was en er geen besluiten meer genomen konden worden. Terwijl de onderhandelingen met Nederland vorderden ontbrak het de regering aan een meerderheid in de Staten, laat staan aan de ruime meerderheid die nodig was om de nieuwe grondwet goed te keuren. Toen ook nog eens onrust in het land uitbrak, met onder andere brandstichtingen en een mislukte moordaanslag op Arron, besloot het VHP Statenlid Hindori de regering te steunen om een mogelijke burgeroorlog te voorkomen. Hoewel Hindori door deze stap binnen zijn partij verguisd werd, besloot de VHP in deze nieuwe situatie om toch maar met de NPK samen te werken aan een nieuwe grondwet en zich neer te leggen bij de snelle onafhankelijkheid die op 25 november 1975 een feit werd.

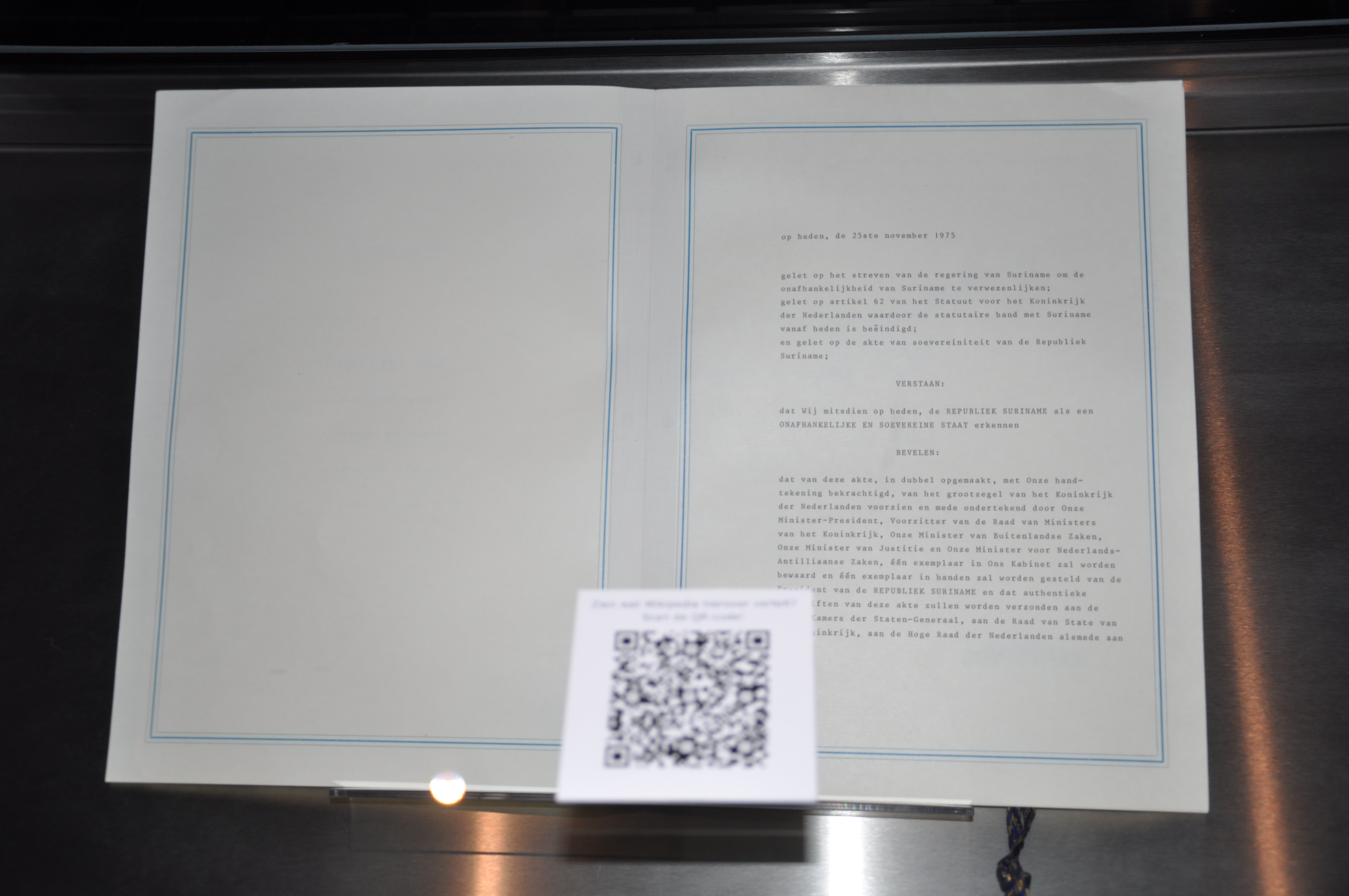
Akte van Erkenning van de Republiek Suriname (collectie Nationaal Archief). Zie tevens de [http://commons.wikimedia.org/wiki/File:06-backstage_event_%28%22Achter_de_Schermen%22%29_National_Library_and_Archives_of_the_Netherlands_on_8th_June_2013.JPG toelichting

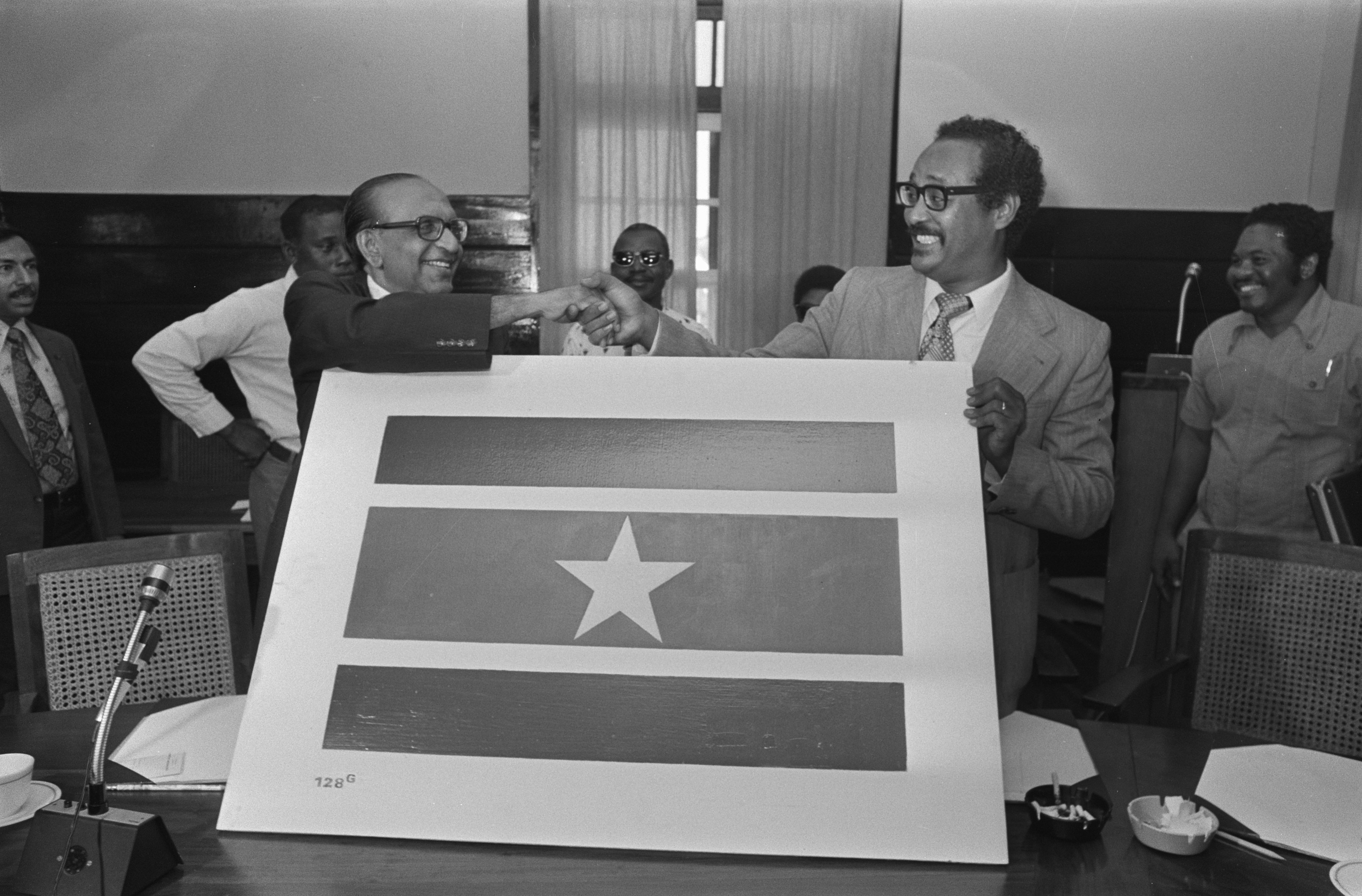
Voorbereiding onafhankelijkheid in Suriname; premier Arron en oppositieleider Lachmon met nieuwe vlag van Republiek Suriname

Lachmon verbood Hindori namens de VHP in het parlement op te treden. Uiteindelijk stuurde Lachmon toch delegaties naar Den Haag voor de Koninkrijksdebatten over het onafhankelijkheidsproces. Deze begonnen op 21 oktober 1975 en voltrokken zich in een sfeer waarin men eenstemmig was. Lachmon steunde ook een vrij Suriname, maar was nog steeds bezorgd over de nabije toekomst. Hij wilde desondanks wel op legale wijze de onafhankelijkheid voor Suriname verkrijgen.
De Tweede Kamer aanvaardde met 106 stemmen voor en 5 tegen de onafhankelijkheidswens. Daarna beschikte de Surinaamse coalitie weer over een meerderheid, zodat begin november het werk kon beginnen. Afgezien van kleine strubbelingen kon de grondwet op een meerderheid rekenen. De parlementaire behandeling hiervan begon op 16 november. Pas op 18 november stapte Arron naar Lachmon om te verzoenen. Lachmon reageerde aangenaam verrast, maar bleef geen voorstander van de onafhankelijkheid in deze vorm. De grondwet werd daarna met algemene stemmen aanvaard. Wel verzocht de VHP om vervroegde verkiezingen. Deze wens werd ingewilligd en de regering zegde toe om uiterlijk acht maanden na de onafhankelijkheid verkiezingen te houden.

### Onafhankelijk
Op 21 november werd het standbeeld van koningin Wilhelmina van het Oranjeplein verwijderd. Op die plek kwam de Surinaamse vlag. Het Oranjeplein werd omgedoopt in het Onafhankelijkheidsplein. Op 24 november werd 's avonds voor het laatst de Nederlandse vlag gestreken. Een groot feest barstte rond middernacht los. In gezelschap van Prinses Beatrix, Prins Claus en premier Den Uyl vierde men de eerste dag van een onafhankelijke Republiek Suriname.
Op 25 november was het dan echt zover. Gewezen gouverneur Ferrier werd beëdigd als president, terwijl in Den Haag koningin Juliana het soevereiniteitsverdrag tekende in het bijzijn van vicepremier Dries van Agt. 

## Herdenking
Ter herinnering aan de onafhankelijkheid, heet het Gouvernementsplein sindsdien het Onafhankelijkheidsplein. In de loop van de jaren werden de volgende monumenten opgericht:
| Artikel                                | Type           | Omschrijving             | Foto | Kunstenaar          | Onthulling | Locatie                    |
| -------------------------------------- | -------------- | ------------------------ | ---- | ------------------- | ---------- | -------------------------- |
| 40 jaar staatkundige onafhankelijkheid | plaquette      | 40-jarig jubileum        |      | onbekend            | 2015       | Onafhankelijkheidsplein    |
| I love SU                              | lettermonument | 35-jarig jubileum        |      | George Struikelblok | 2011       | Abraham Crijnssenweg       |
| Onafhankelijkheidsmonument             | monument       | bij de onafhankelijkheid |      | onbekend            | 1975       | Nieuw-Amsterdam            |
| Onafhankelijkheidsmonument             | monument       | bij de onafhankelijkheid |      | onbekend            | 1975       | Groningen, Monumentenplein |

## Trivia
- Bij de viering van 35 jaar Surinaamse onafhankelijkheid wilde het Nationaal Archief van Suriname de "akte van erkenning" tentoonstellen. Het originele document bleek echter in Suriname niet meer te vinden.[5]
- Er vonden schaduwverkiezingen in 1973 plaats in Amsterdam, waarin ook de mening werd gepeild over een onafhankelijk Suriname; 67,5% stemde voor.[6] Uit het hoge percentage voorstanders was het meningsverschil vanuit etnische herkomst te zien, omdat in Den Haag vooral Hindoestanen wonen die in meerderheid tegen de onafhankelijkheid waren en in Amsterdam vooral Creolen die er juist voor waren.[7]